# Вулиця Академіка Булаховського
Ву́лиця Акаде́міка Булахо́вського — вулиця у Святошинському районі міста Києва, місцевості Біличі, Новобіличі. Пролягає від проспекту Академіка Палладіна до вулиці Олега Мудрака.
Прилучаються вулиці Бучанська, Мальовнича, Патріарха Володимира Романюка, Підлісна, Осіння, Анни Ярославни, Володимира Дурдуківського та провулки Віктора Дубровського і Раїси Букіної.

## Історія
Вулиця виникла у 60-ті роки XX століття під назвою Нова. Сучасна назва на честь українського мовознавця Леоніда Булаховського — з 1965 року. У середині 70-х років XX століття продовжена до існуючих меж.

## Установи та заклади
- Інститут технічної теплофізики НАН України, відділення тепломасообмінних процесів і пристроїв (буд. № 2)
- Ясла-садок № 567 (буд. № 28-А)
- Ясла-садок № 587 (буд. № 32-А)
- Ясла-садок № 615 (буд. № 38-А)

## Меморіальні дошки
На фасаді будинку № 2 встановлено гранітну меморіальну дошку на честь академіка Олега Кремньова, який працював у цьому будинку в 1946–1987 роках.

## Зображення

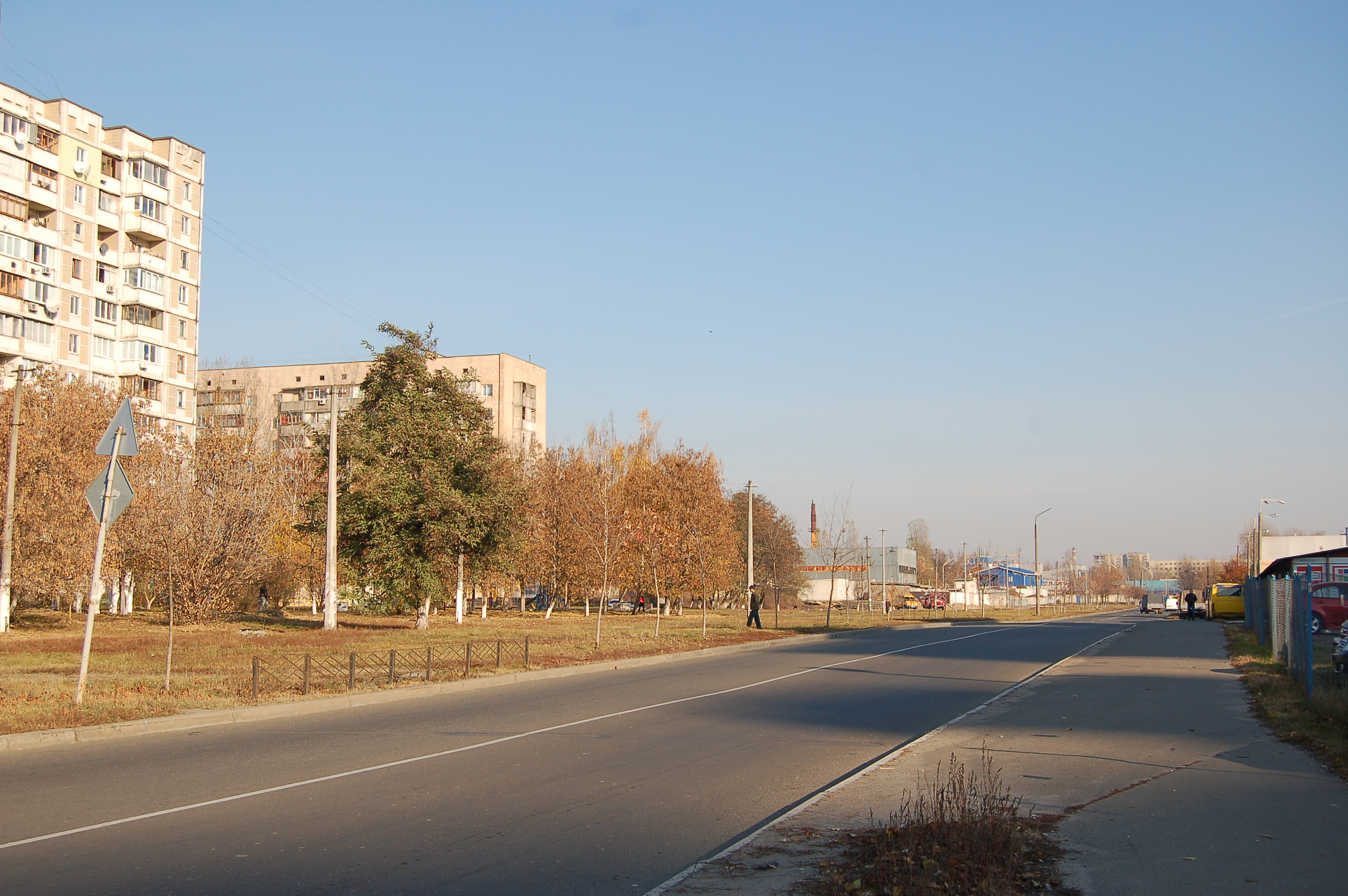
Поблизу перетину з Підлісною вулицею
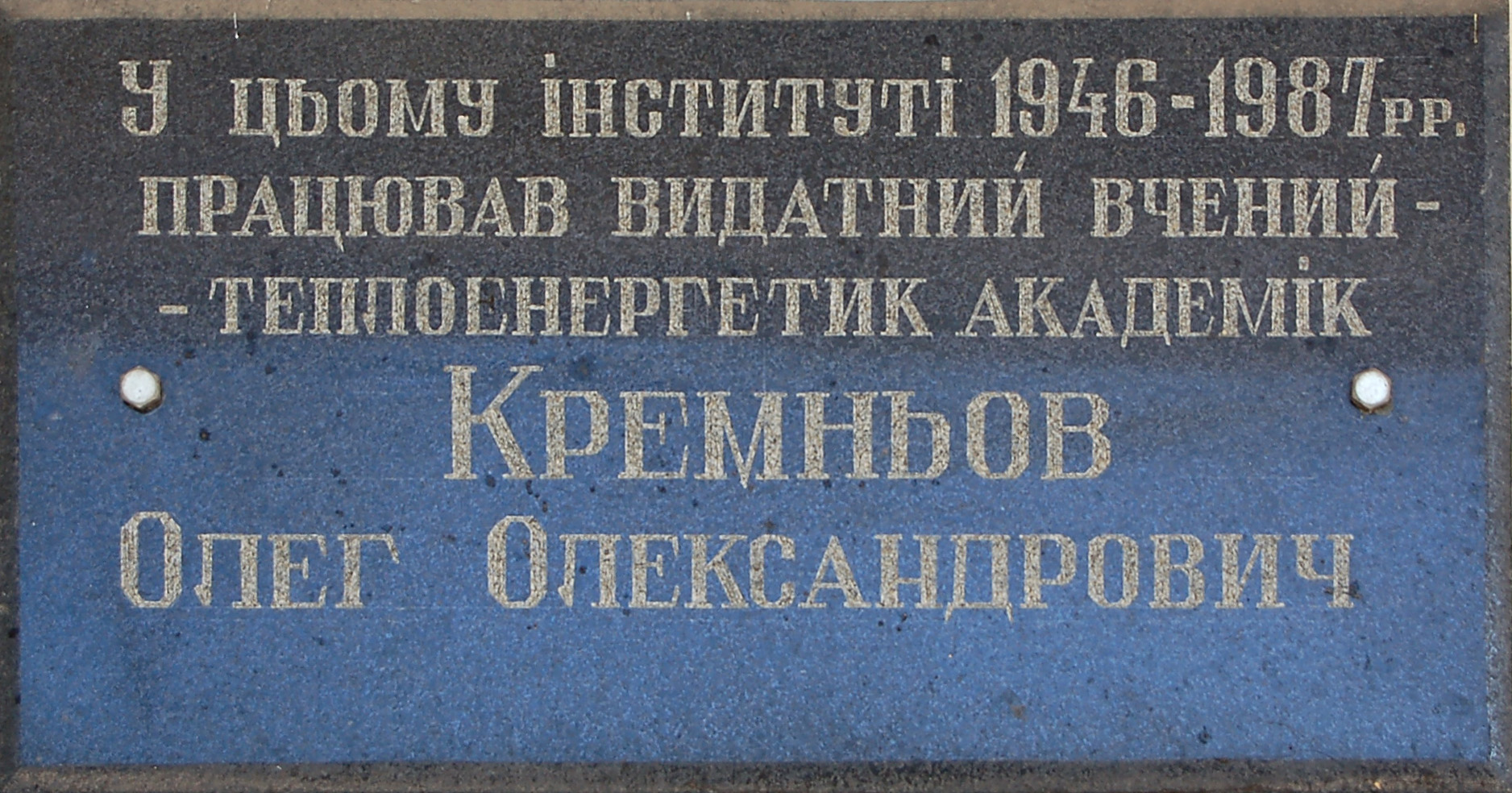
Меморіальна дошка на будинку № 2